# Mankind (album de Factory 81)
 (janvier 2022).
Si vous disposez d'ouvrages ou d'articles de référence ou si vous connaissez des sites web de qualité traitant du thème abordé ici, merci de compléter l'article en donnant les références utiles à sa vérifiabilité et en les liant à la section « Notes et références ».
Pour les articles homonymes, voir Mankind.
Albums de Factory 81
Crawl Space
(1997) Lost Demos
(2004)
Mankind est le premier et unique album du groupe de nu metal américain Factory 81, sorti le 29 juin 1999 et ré-édité le 5 octobre 2001.

## Liste des titres
| No  | Titre                    | Durée |
| --- | ------------------------ | ----- |
| 1.  | Nanu                     | 4:43  |
| 2.  | Peace Officer            | 5:11  |
| 3.  | 14 Left                  | 4:08  |
| 4.  | Rotten Strawberries      | 5:46  |
| 5.  | Belligerence             | 4:53  |
| 6.  | 3 O'Clock Love Letter    | 4:32  |
| 7.  | Ephedrine                | 4:44  |
| 8.  | Diary of a Serial Killer | 4:24  |
| 9.  | Cheese Wheel             | 4:59  |
| 10. | Sludge                   | 5:26  |

### Titres bonus (ré-édition 2001)
| No  | Titre                            | Durée |
| --- | -------------------------------- | ----- |
| 11. | Peace Officer (Black & Blue mix) | 4:29  |
| 12. | Untitled Track (hidden track)    | 4:27  |